# Orthomorpha penicillata
Orthomorpha penicillata är en mångfotingart som beskrevs av Carl Graf Attems 1931. Orthomorpha penicillata ingår i släktet Orthomorpha och familjen orangeridubbelfotingar. Inga underarter finns listade i Catalogue of Life.